# Škoda 14TrM

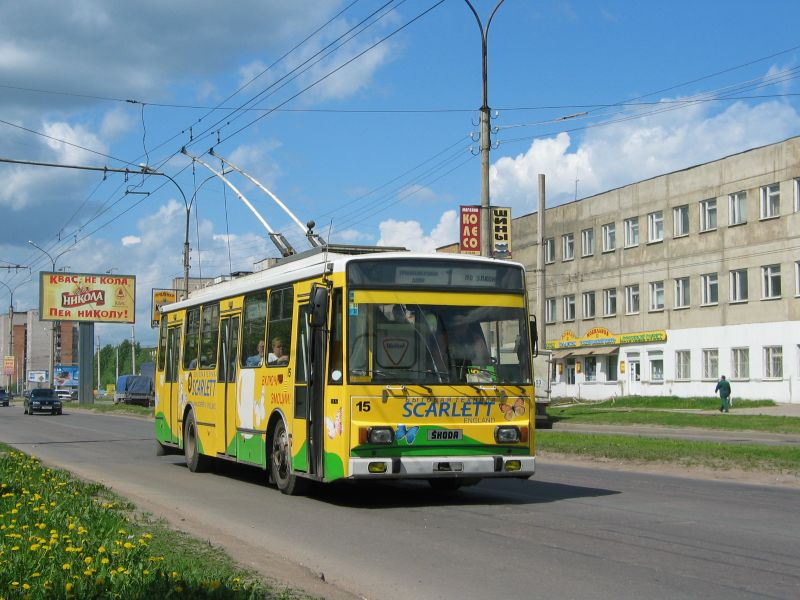
Škoda 14TrM ve Vologdě

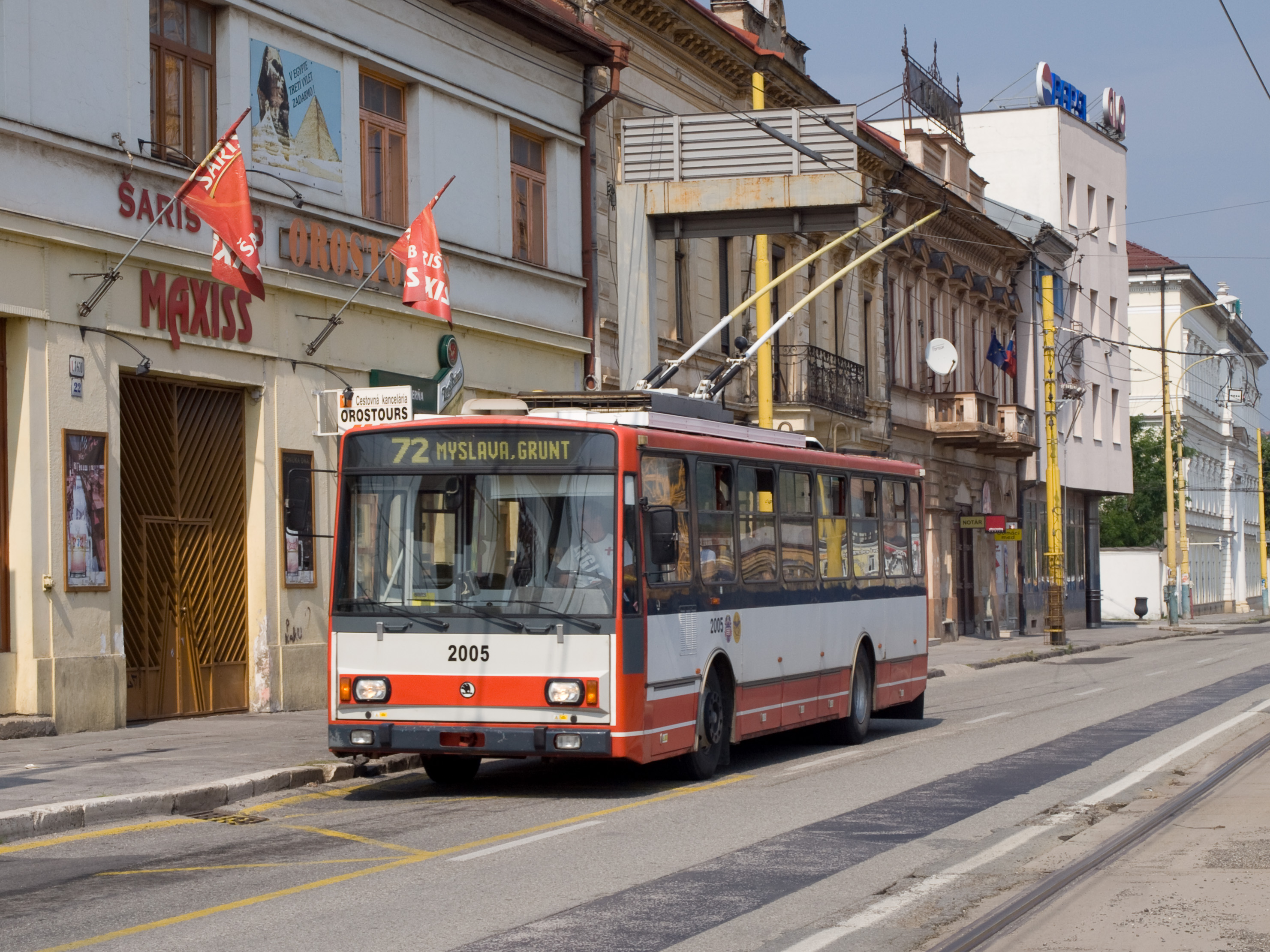
Škoda 14TrM v Košicích

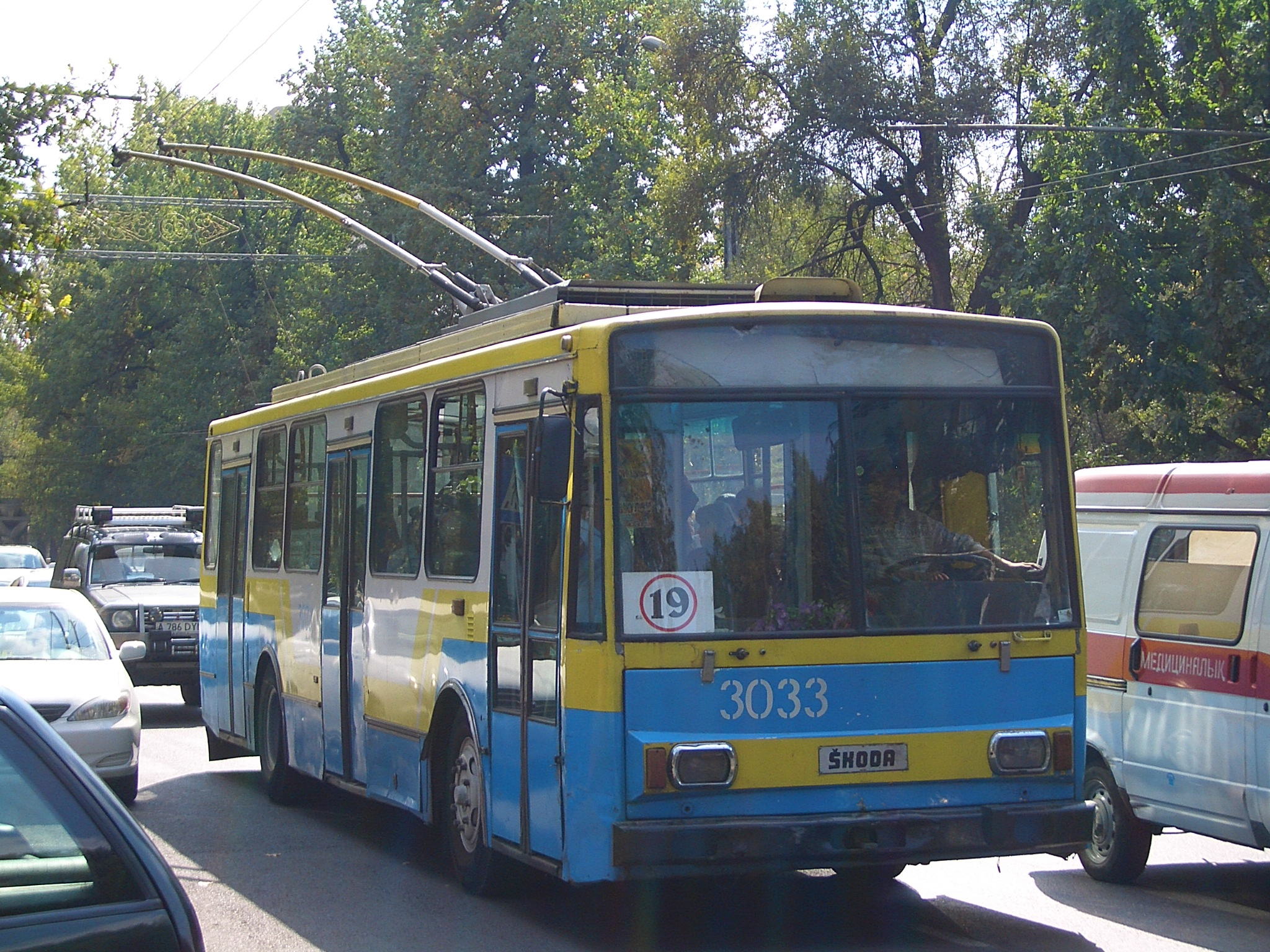
Trolejbus Škoda 14TrM v Almaty

Škoda 14TrM je modernizovaná verze československého trolejbusu Škoda 14Tr. Vyráběna byla v letech 1995–2004 firmou Škoda Ostrov.

## Konstrukce a modernizované prvky
Stejně jako vůz 14Tr je i 14TrM dvounápravový trolejbus se samonosnou karoserií. Ta je složena z jednotlivých ocelových prvků, které jsou navzájem svařeny. Karoserie je oplechována, tepelně izolována a odhlučněna. V pravé bočnici jsou umístěny troje dvoukřídlé dveře.
Zvnějšku se modernizace dotkla pouze předního a zadního čela vozu. Tuto menší úpravu navrhl Ing. arch. Patrik Kotas; do čel byly pouze namontovány tabule informačního systému. Interiér byl modernizován kompletně. Byly například použity sedačky nového typu, které jsou polstrované, nebo byla dosazena protiskluzová podlaha. V elektrické části byla použita výzbroj, která odpovídala výzbroji posledních sérií vozů 14Tr. I zde se ale objevily některé inovované prvky (modernizovaný trakční motor, lehké laminátové sběrače).
Od roku 2004 byly v Bratislavě a Plzni modernizovány starší trolejbusy Škoda 14Tr dosazením nové vozové skříně a náprav. Přestože jde fakticky o nová vozidla, jsou vozy vedeny jako rekonstruované. V obou městech jsou typově označeny jako 14TrM.
Někteří provozovatelé (Ostrava, Plzeň) označují rekonstruované starší vozy 14Tr jako 14TrM. Ostatní provozovatelé podobné modernizované trolejbusy značí jako Škoda 14TrR.

## Dodávky trolejbusů
V letech 1995 až 2004 bylo vyrobeno celkem 291 vozů Škoda 14TrM (součet vozů v tabulce uvedené níže dosahuje čísla 284). Výroba náhradních skříní probíhala v letech 2004 až 2009.
| Současný stát | Město             | Článek | Typ         | Roky dodávek | Počet vozů | Evidenční čísla při dodání        | Poznámky | Zdroj                |
| ------------- | ----------------- | ------ | ----------- | ------------ | ---------- | --------------------------------- | -------- | -------------------- |
| Česko         | Brno              | článek | 14TrM       | 1995         | 20         | 3267–3286                         |          | [ 2 ]                |
| Česko         | Hradec Králové    | článek | 14TrM       | 1995         | 2          | 31, 32                            |          | [ 3 ]                |
| Česko         | Jihlava           | článek | 14TrM       | 1995         | 4          | 44–47                             |          | [ 4 ] [ 5 ]          |
| Česko         | Opava             | článek | 14TrM       | 1995–1997    | 10         | 73–82                             |          | [ 6 ]                |
| Česko         | Pardubice         | článek | 14TrM       | 1995–1999    | 20         | 365–384                           |          | [ 7 ]                |
| Česko         | Plzeň             | článek | náhr. skříň | 2002–2006    | 19         | viz přehled                       |          | [ 8 ]                |
| Česko         | Teplice           | článek | 14TrM       | 1995–1996    | 11         | 154–164                           |          | [ 9 ]                |
| Česko         | Zlín – Otrokovice | článek | 14TrM       | 1995         | 2          | 169, 170                          |          | [ 10 ]               |
| Kazachstán    | Almaty            | článek | 14TrM       | 1997–2001    | 23         | 1011–1029, 1031, 1033, 1056, 1057 |          | [ 11 ] [ 12 ]        |
| Litva         | Vilnius           | článek | 14TrM       | 1999         | 23         | 1651–1662, 2663–2673              |          | [ 13 ]               |
| Lotyšsko      | Riga              | článek | 14TrM       | 1998–2000    | 27         | 1-131, 2-400–2-425                |          | [ 14 ] [ 15 ] [ 16 ] |
| Moldavsko     | Bălți             | článek | 14TrM       | 2002         | 1          | 154                               |          | [ 17 ]               |
| Moldavsko     | Kišiněv           | článek | 14TrM       | 1997–2003    | 39         | 1264–1276, 2131–2143, 3815–3827   |          | [ 18 ]               |
| Rusko         | Vologda           | článek | 14TrM       | 1996–1998    | 30         | 151–180                           |          | [ 19 ]               |
| Slovensko     | Bratislava        | článek | náhr. skříň | 2004–2009    | 12         | viz přehled                       |          | [ 20 ]               |
| Slovensko     | Košice            | článek | 14TrM       | 1999         | 7          | 2001–2007                         |          | [ 21 ]               |
| Slovensko     | Prešov            | článek | 14TrM       | 2000–2001    | 5          | 119–123                           |          | [ 22 ]               |
| Turkmenistán  | Ašchabad          | článek | 14TrM       | 2000         | 47         | 001–047                           |          | [ 16 ] [ 23 ]        |
| Ukrajina      | Kyjev             | článek | 14TrM       | 1996         | 4          | 410–413                           |          | [ 24 ]               |
| Uzbekistán    | Urgenč            | článek | 14TrM       | 1997         | 9          | 001–009                           |          | [ 25 ] [ 26 ]        |

Čísla vozů
- Bratislava: 6222, 6226, 6260, 6263, 6265, 6271, 6283, 6291, 6293, 6301, 6304, 6306
- Plzeň: 403, 404, 405, 407, 409, 411, 412, 417, 433, 435, 437, 438, 443, 444, 449, 452, 453, 457, 459

## Historické vozy
| Původní provoz    | Evidenční číslo | Současný majitel                | Typ   | Rok výroby | Historický od roku | Poznámky             | Zdroj         |
| ----------------- | --------------- | ------------------------------- | ----- | ---------- | ------------------ | -------------------- | ------------- |
| Almaty            | 1008            | dopravní podnik                 | 14TrM | 1998       | 2014               |                      | [ 27 ]        |
| Brno              | 3283            | Dopravní podnik města Brna      | 14TrM | 1995       | 2022               |                      | [ 28 ]        |
| Kyjev             | 410             | Kyjivpastrans (dopravní podnik) | 14TrM | 1996       | 2012               |                      | [ 29 ]        |
| Opava             | 78              | Tyskie Linie Trolejbusowe       | 14TrM | 1996       | 2019               | v Tychách ev. č. 024 | [ 30 ] [ 31 ] |
| Plzeň             | 403             | Škoda-Bus klub Plzeň            | 14TrM | 1987       | 2011               |                      | [ 32 ]        |
| Plzeň             | 411             | ZHTA Jihlava                    | 14TrM | 1987       | 2011               |                      | [ 33 ]        |
| Prešov            | 123             | Dopravný podnik mesta Prešova   | 14TrM | 2001       | 2023               |                      | [ 34 ]        |
| Zlín – Otrokovice | 170             | DSZO                            | 14TrM | 1995       | 2019               |                      | [ 35 ]        |